# Carmen Payá Mira
Carmen Payá Mira (Monòver, Vinalopó Mitjà, 1917 - 22 de febrer de 1996) fou una escriptora i pianista valenciana.
Va nàixer en una família adinerada i de jove va realitzar nombrosos viatges per Europa, aprengué a tocar el piano, va fer concerts i va començar a escriure en la premsa. Estudià Filosofia i Lletres a Madrid. Tot i que hi vivia, estava en contacte amb la seua població natal, a la Casa del Poble de la qual donà una biblioteca. Casada amb 18 anys, va tenir un fill i va quedar vídua als deu mesos de matrimoni. El començament de la Guerra Civil la va sorprendre a la seua casa de Madrid i, davant la por a les represàlies i als bombardejos, va decidir traslladar-se a Monòver. Per protegir-se, acceptà ser regidora amb 20 anys pel PSOE i esdevingué la primera edil de la localitat. Es tornà a casar el 1936, però el marit desaparegué en el front, poc després del naixement de la seua filla.
Quan finalitzà la guerra civil fou jutjada per auxili a la rebel·lió i ingressà en la presó de València, fins al 1942. Quan va eixir de la presó, se li va prohibir tornar a Monòver durant dos anys i es va instal·lar amb la seua filla a València. Després d'una etapa de greus dificultats econòmiques, va començar a donar concerts per Espanya i a l'estranger i a escriure en la premsa, i tornà a instal·lar-se a Madrid. Va escriure en Pueblo, Ya i ABC, entre altres periòdics. En les seues obres criticava la subordinació de la dona casada al marit segons el Codi Civil espanyol, defensava l'educació i l'activitat pública de la dona, però també afirmava que la dona actual no desitjava renunciar a la seua condició femenina i rebutjava la frivolitat.